# نزل مشتركة

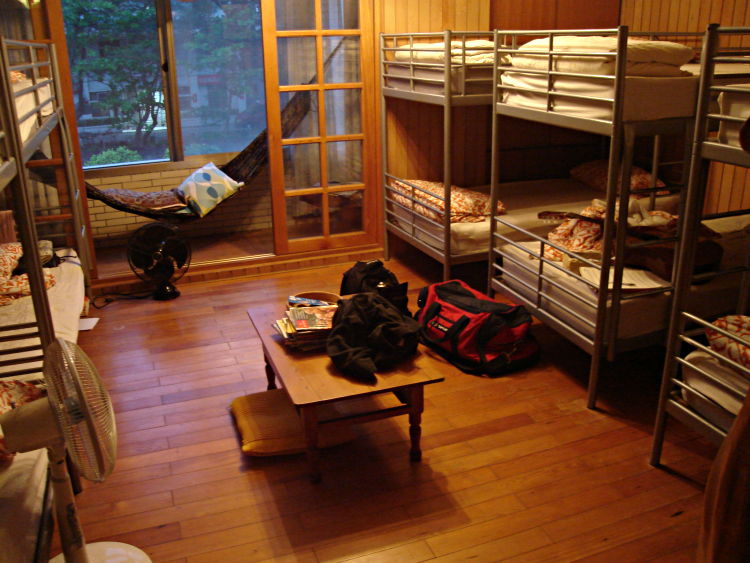
نُزل في تايوان

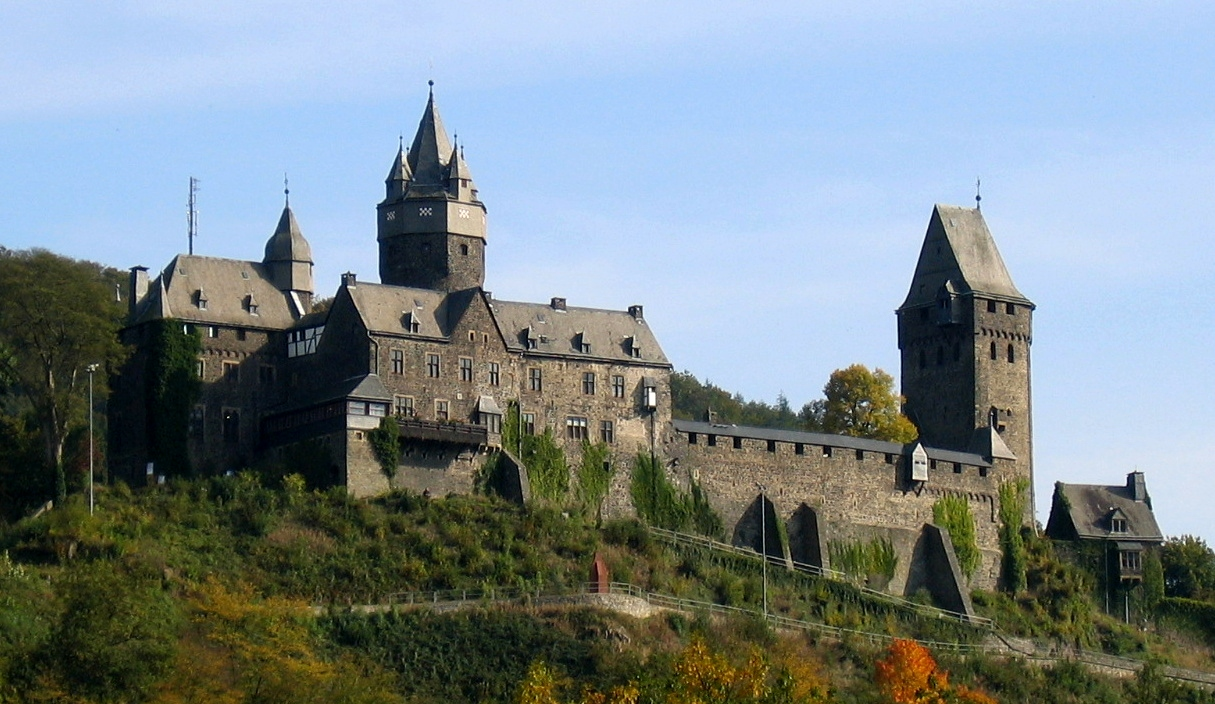
أُنشئ أول نُزل شباب في العالم في عام 1912، بقلعة ألتينا بألمانيا.

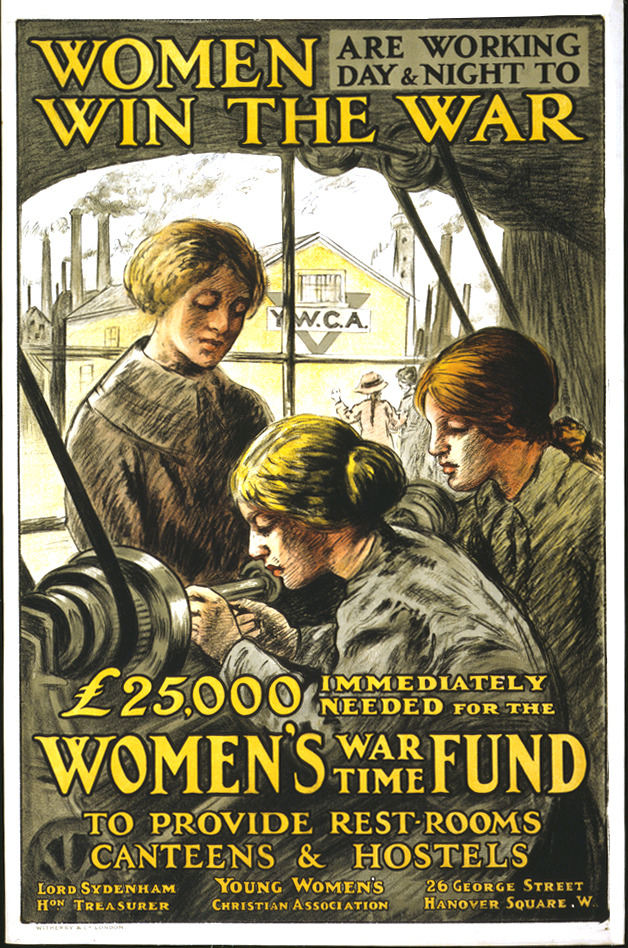
يشجع هذا الملصق عام (1915)، على دعم صندوق وقت الحرب للنساء الذي وفر سكنًا للعاملات خلال الحرب العالمية الأولى ،.

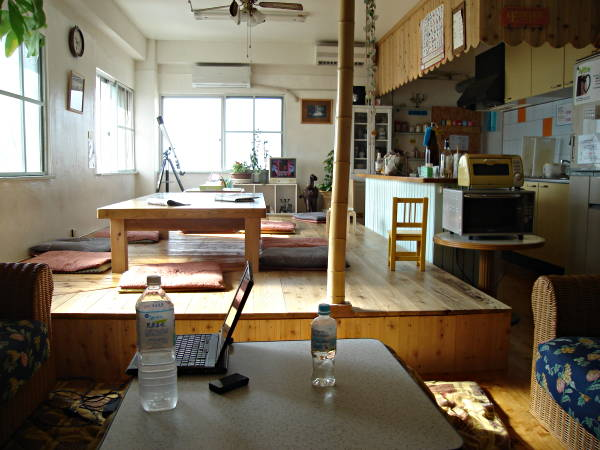
نُزل شبابي في اليابان

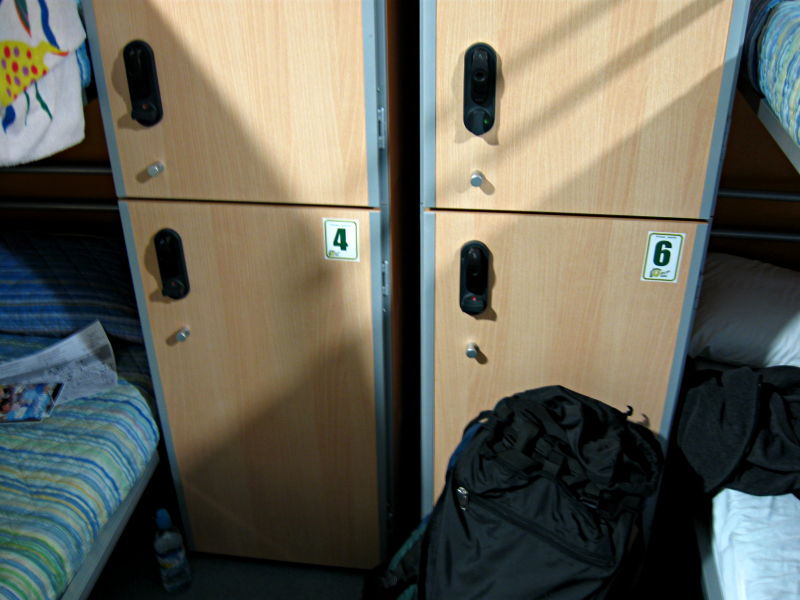
خزائن نزل عالية التقنية بأقفال مفاتيح ذكية

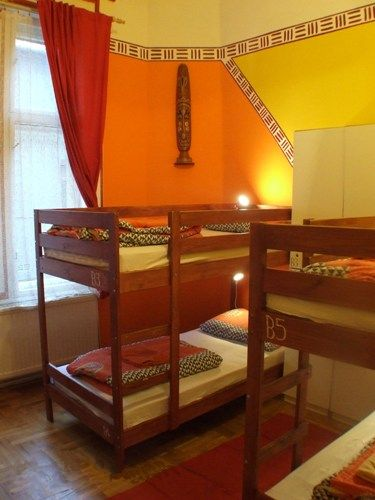
مهجع من نزل في بودابست ، المجر

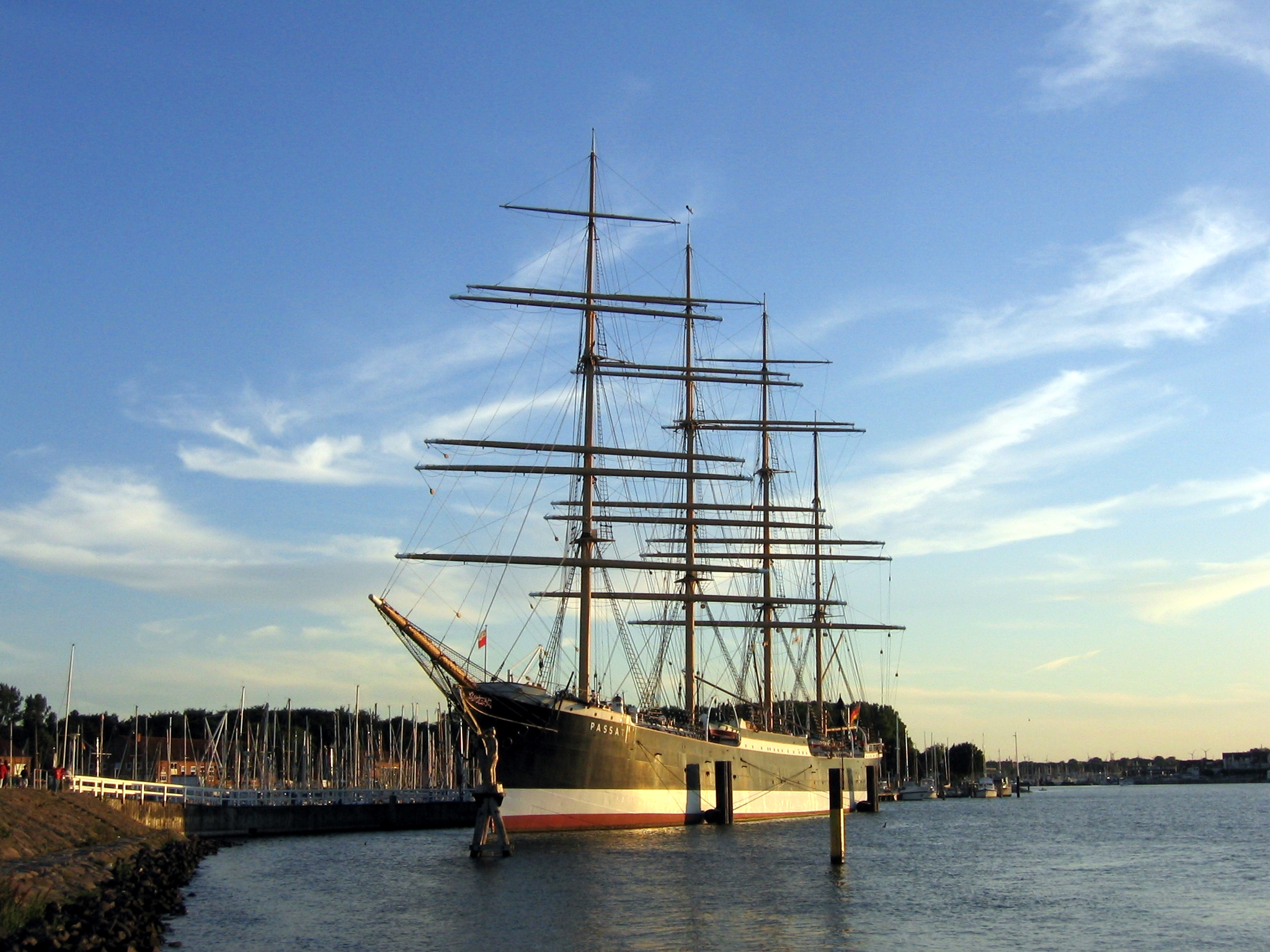
تُعتبر سفينة باسات نُزل ومتحف عائمان.

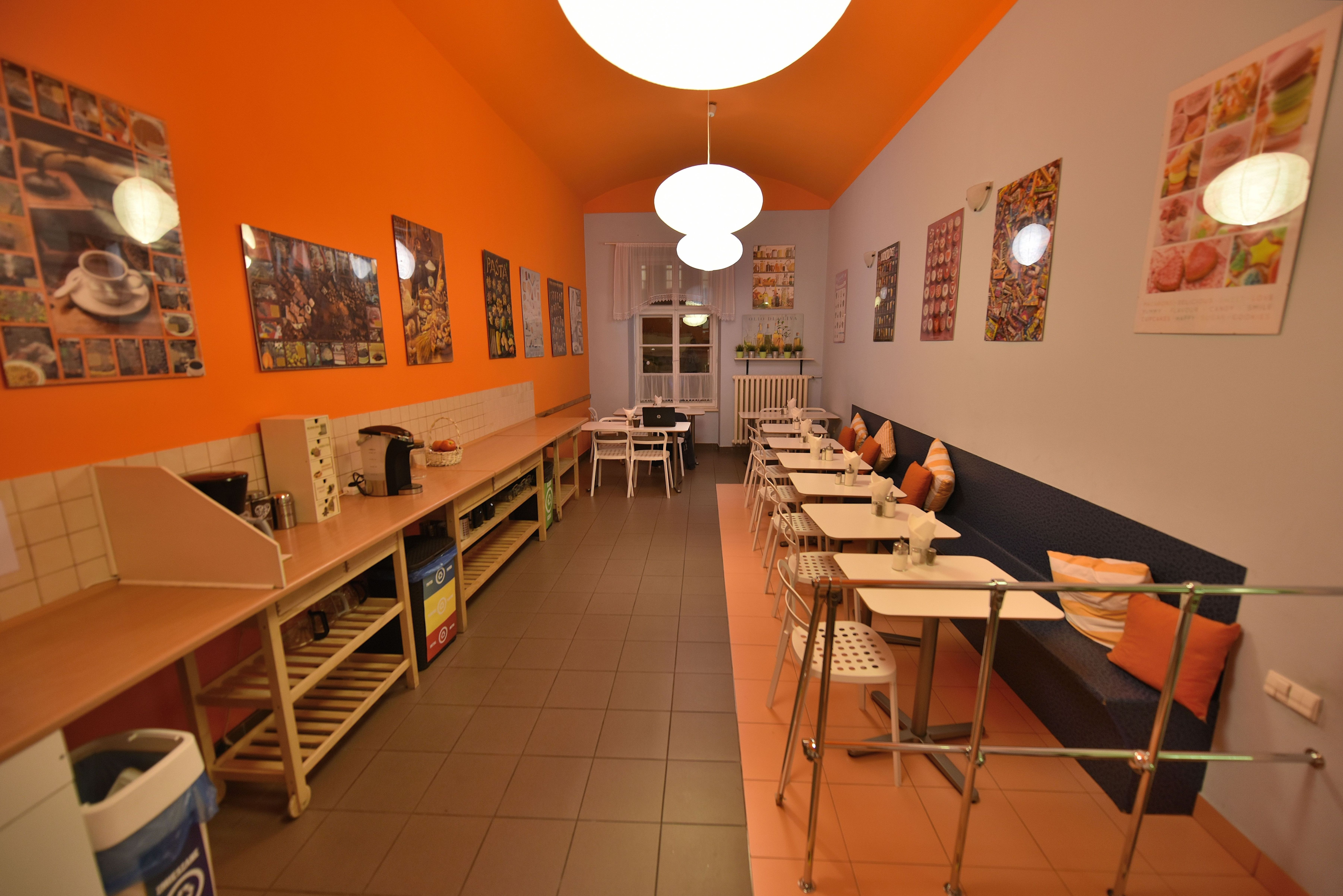
نُزل به غرفة طعام في كراكوف

تعد النُزل المشتركة أو نزل الشباب شكلاً من أشكال السكن الاجتماعي المشترك منخفض التكلفة لفترة قصيرة، حيث يمكن للضيوف استئجار سرير وعادةً ما يكون سرير بطابقين في صالة ، مع استخدام مشترك للصالة وأحيانًا المطبخ، فيمكن أن تكون النزل مختلطة أو فردية مكونة من حمامات خاصة أو مشتركة. وقد تكون الغرف الخاصة متاحة أيضًا ، ولكن يجب أن يوفر السكن غرف نومٍ ٍمشتركة لتعتبر نُزلاً. وهي أشكال شائعة لسكن الرحالة وسائحي الدراجات والمسافرين لمدة عام، فهم جزء من اقتصاد المشاركة . تتميز نزل الشباب انخفاض التكاليف وفرص مقابلة أشخاص من جميع أنحاء العالم ، وإيجاد زملاء وتبادل أفكار السفر.
يُلبي كل نزل أو سلسلة نُزل مثل شبكة زوستل لنزل الشباب في الهند أو اتحاد نزل الشباب الدولي احتياجات الكثير من المسافرين. فقد يتميز نُزل بتجمعات اجتماعية داخلية مثل ليلة أفلام أوعشاء جماعي وآخر على جولات محلية، وقد يكون أحدها معروفًا بحفلاته وآخر قد يكون مكانًا هادئ للاسترخاء أو أن يكون موقعه على الشاطئ. تركز نُزل الشباب على التصميم الداخلي العصري ، وبعضها تتشابه مع الفنادق الكبيرة. قد تُلبي رغبة رجال الأعمال المتنقلين الكبار والرحالة العالميين والسائحين الدائمين الذين يفضلون غرفًا خاصة فخمة جزئيًا أو جو أكثر هدوءًا.
العديد من نُزل الشباب تُملك وتُشغل محليًا فهي غالبًا ما تكون أرخص للمشغل والمقيمين من الفنادق، وقد يُقدم إقامة طويلة الأجل للضيوف مجانًا أو بخصم مقابل العمل كموظف استقبال أو في العمل المنزلي.
هناك ما يقارب 10000 نُزل شبابي في أوروبا وحوالي 300 نزل في الولايات المتحدة. ويتراوح عمر النزيل بين 16 و 34 عام.
تحتوي بعض نُزل الشباب على مطعم أو حانة أو كليهما إضافة لمرافق المطبخ المشتركة ،  وغالبًا ما تتوفر الغسالات ومجففات الملابس برسوم إضافية، ولها أحيانًا مدخل تخزين المعدات، وتوفر معظمها خزائن لتخزين الأشياء الثمينة بأمان. ويقدم البعض أيضًا صالات يوغا ودور سينما ونوادي على السطوح ومخيمات لركوب الأمواج،  بينما لا توفر بعضها أغطية أسرّة. قد يكون لدى بعض النُزل حظر تجول وإغلاق أثناء النهار، وبعضها وإن كان قلة يطلب من النُزلاء القيام بالأعمال المنزلية بعيدًا عن الغسيل والتجفيف بعد إعداد الطعام.
هناك نوع آخر يسمى النُزل المتنقل وهو مؤقت يأخذ شكل المخيم أو الحافلة أو الشاحنة أو حجزًا لفترة قصيرة في مبنى دائم. واُستخدمت في المهرجانات الكبيرة حيث يوجد ندرة في السكن.
بلغ دخل كل غرفة في النُزل متوسط أعلى من الفنادق في بعض المدن. على سبيل المثال ، في هونولولو ، هاواي. سجلت الفنادق الفاخرة متوسط أسعار الغرف اليومية بـ 173 دولارًا في عام 2006 ، في حين أن غرف النُزل بلغت 200 دولار في الليلة من 8 ضيوف بمعدل 25 دولارًا لكل غرفة. حتى خلال الأزمة المالية في 2007-2008 ، أُبلغ العديد من نُزل الشباب عن ارتفاع عدد الحجوزات في الوقت الذي انخفضت فيه حجوزات الفنادق.
أظهرت دراسة أجريت في أستراليا عام 2013 أن سفر الشباب كان أسرع نمو لمعدلات السفر، حيث كانت صناعة النُزل تنمو بمعدل أسرع من قطاع الصناعة الفندقية، وبينت كذلك أنه قد يؤدي إلى إنفاق كلي عالي بسبب الرحلات الأطول من الإجازات التقليدية. حقق نُزل الرحالة في نيوزيلندا نسبة 13.5٪ من الحجوزات لكل ليلة عام 2007.

## مسائل متعلقة بالسكن المشترك
يُنصح الضيوف بالتحلي بآداب السلوك وذلك فيما يتعلق بمسائل السكن المشترك بما في ذلك:
- تُعد الخصوصية أقل في النُزل عما هي عليه في الفندق. قد لا تكون مشاركة أماكن النوم في النُزل والحمامات مريحة لمن يبحثون عن الخصوصية. ومع ذلك، فإن السكن المشترك يُسهل مقابلة أشخاص جدد، حيث تُشجع بعضها على المزيد من التفاعل الاجتماعي بين الضيوف بسبب أماكن النوم والمساحات المشتركة. تحتوي الصالات عادةً على أرائك وكراسي وطاولات قهوة وألعاب طاولة وكتب أو مكتبة تبادل كتب وأجهزة حاسب وإمكانية الوصول إلى الإنترنت.
- تحتوي جميع بيوت الشباب تقريبًا على مطبخ مشترك لإعداد الطعام ومكانًا للتخزين مع ثلاجات تبريد. معظمها لديها نظام تسمية للتعرف على صاحب الطعام. في بعض النُزل هناك مايسمى بـ«الرف المجاني» حيث يمكن للنُزلاء ترك الطعام غير المرغوب فيه ،ومن المحتمل أن يكون هناك سرقة للطعام.[20]

- من الممكن أن يكون النوم صعبًا بسبب الضوضاء، سواءً من الشخير أو التحدث أومن الأنشطة الاجتماعية في الصالة ، أوبسبب الأشخاص الذين يبقون مستيقظين للقراءة بوجود إنارة، أو عندما يعود شخص ما متأخر من الحانات أو يغادر مبكرًا. وللتخفيف من تأثير ذلك يستخدم العديد من الضيوف سدادات الأذن وعصابة العينين .

## التاريخ
نشر ريتشارد شيرمان، مدرس ألماني، فكرته لأول مرة عن سكن غيرمكلف لسفر الشباب في أغسطس 1909، بعد أن قاد رحلة تخييم مدرسية خرجت عن مسارها بسبب عاصفة رعدية. تلقى شيرمان دعمًا كبيرًا وفتح نزلًا مؤقتًا للمتنزهين في المدرسة التي درس فيها.
خدم شيرمان في الحرب العالمية الأولى ، وبعد ملاحظة هدنة عيد الميلاد على الجبهة الغربية في ديسمبر 1915 ، تساءل عن «إمكانية تزويد الشباب من جميع البلدان بأماكن لقاء مناسبة حيث يمكنهم التعرف على بعضهم».، أسس جمعية بيوت الشباب الألمانية في عام 1919.
بحلول عام 1932 ، كان لدى ألمانيا أكثر من 2000 نُزل شبابي يسجل أكثر من 4.5 مليون كل ليلة سنويًا. تأسس الاتحاد الدولي لبيوت الشباب في أكتوبر 1932 ويسمى حاليًا (اتحاد جمعيات بيوت الشباب الدولية) . في الوقت الحالي هي منظمة مكونة من أكثر من 90 جمعية نزل تمثل أكثر من 4500 بيت شباب في أكثر من 80 دولة. وتلبي هذه النزل الكثير للأطفال في سن المدرسة، وأحيانًا من خلال الرحلات المدرسية والأسر التي لديها أطفال في سن المدرسة.
في عام 1936 ، كان الرئيس الأمريكي فرانكلين روزفلت رئيسًا فخريًا لـ أي واي اتش (تسمى الآن منظمة بيوت الشباب الأمريكية الدولية)، كان رائد الأعمال جون د. روكفلر الثالث مؤيدًا لبيوت الشباب حين كان رئيسًا لعدة سنوات.
أُغلقت العديد من نُزل الشباب مؤقتًا في أوروبا، خلال الحرب العالمية الثانية  أو وضعت تحت سيطرة شباب هتلر .
ازدهرت بيوت الشباب، في الستينيات والسبعينيات.
تراجعت الصناعة خلال أزمة الطاقة في السبعينيات .
استمرت النُزل في النمو خلال الأزمة المالية لعامي 2007-2008 نسبيًا بسبب تكاليفها.
ازداد نموالصناعة بسرعة في مدينة نيويورك وروما وبوينس آيرس وميامي، بعد الركود الكبير  ومع ذلك حد قانون عام 2010 من نمو نُزل الشباب في مدينة نيويورك.

## في الثقافة العامة
صورت الأفلام السينمائية بشكل عام نُزل الشباب بطريقتين:
- مواقع ممتعة لبقاء للشباب
  - رحلة جاريد برايس
  - خريطة ليوم السبت
- كأماكن خطيرة حيث يواجه المسافرون رعب محتمل
  - نزل
  - نزل: الجزء الثاني
  - يوروتريب